# Campionati europei di pattinaggio di figura 2012
I Campionati europei di pattinaggio di figura 2012 sono stati la 104ª edizione della competizione di pattinaggio di figura, valida per la stagione 2011-2012. Si sono svolti dal 23 al 29 gennaio 2012 alla MotorPoint Arena di Sheffield (Regno Unito). In programma le gare di singolo maschile e femminile, coppie e danza su ghiaccio. Erano ammessi i pattinatori nati entro il 1º luglio 1996, provenienti da una nazione europea membro della International Skating Union.
Con l'eccezione della gara a coppie, gli atleti con il ranking più basso hanno dovuto partecipare a un turno preliminare prima della finale. Per il singolo maschile, si sono qualificati alla finale i primi 11; per il singolo femminile, le prime 10; per la danza, le prime 8 coppie.
In base ai risultati degli Europei 2011, le nazioni seguenti hanno ottenuto più di un posto nell'edizione 2012.
| Posti | Uomini                      | Donne                                    | Coppia                                           | Danza                                                  |
| ----- | --------------------------- | ---------------------------------------- | ------------------------------------------------ | ------------------------------------------------------ |
| 3     | Francia Rep. Ceca Russia    | Italia Russia                            | Germania Russia                                  | Francia Russia                                         |
| 2     | Belgio Italia Spagna Svezia | Svizzera Finlandia Svezia Belgio Francia | Italia Rep. Ceca Regno Unito Francia Bielorussia | Italia Germania Ungheria Rep. Ceca Ucraina Regno Unito |

## Programma
| Giorno               | Ora / Evento                                                                                         |
| -------------------- | --- |
| Lunedì 23 gennaio    | 15:00 Danza: turno preliminare - programma libero 18:30 Uomini: turno preliminare - programma libero |
| Martedì 24 gennaio   | 14:00 Donne: turno preliminare - programma libero                                                    |
| Mercoledì 25 gennaio | 14:00 Coppie: programma corto 18:30 Danza: programma corto                                           |
| Giovedì 26 gennaio   | 13:00 Uomini: programma corto 18:30 Coppie: programma libero                                         |
| Venerdì 27 gennaio   | 13:00 Donne: programma corto 18:00 Danza: programma libero                                           |
| Sabato 28 gennaio    | 11:55 Uomini: programma libero 17:30 Donne: programma libero                                         |
| Domenica 29 gennaio  | 13:30 Galà di esibizione                                                                             |

## Medagliere
| Posizione | Paese     |   |   |   | Totale |
| --------- | --------- | - | - | - | ------ |
| 1         | Russia    | 2 | 3 | 2 | 7      |
| 2         | Francia   | 1 | 0 | 1 | 2      |
| 3         | Italia    | 1 | 0 | 0 | 1      |
| 4         | Finlandia | 0 | 1 | 0 | 1      |
| 5         | Georgia   | 0 | 0 | 1 | 1      |
| Totale    | Totale    | 4 | 4 | 4 | 12     |

## Risultati

### Singolo maschile
| Pos.                                | Nome                 | Nazione     | Totale | PC    | PL     |
| ----------------------------------- | -------------------- | ----------- | ------ | ----- | ------ |
| Oro                                 | Evgenij Pljuščenko   | Russia      | 261,23 | 84,71 | 176,52 |
| Argento                             | Artur Gačinskij      | Russia      | 246,27 | 84,80 | 161,47 |
| Bronzo                              | Florent Amodio       | Francia     | 234,18 | 78,48 | 155,70 |
| 4                                   | Michal Březina       | Rep. Ceca   | 229,30 | 76,13 | 153,17 |
| 5                                   | Tomáš Verner         | Rep. Ceca   | 225,36 | 81,14 | 144,22 |
| 6                                   | Javier Fernández     | Spagna      | 222,26 | 80,11 | 142,15 |
| 7                                   | Samuel Contesti      | Italia      | 212,32 | 66,86 | 145,46 |
| 8                                   | Brian Joubert        | Francia     | 207,83 | 67,92 | 139,91 |
| 9                                   | Jorik Hendrickx      | Belgio      | 204,63 | 68,98 | 135,65 |
| 10                                  | Sergej Voronov       | Russia      | 195,89 | 60,88 | 135,01 |
| 11                                  | Alexander Majorov    | Svezia      | 193,18 | 68,33 | 124,85 |
| 12                                  | Chafik Besseghier    | Francia     | 181,85 | 63,12 | 118,73 |
| 13                                  | Kim Lucine           | Monaco      | 179,33 | 57,64 | 121,69 |
| 14                                  | Zoltán Kelemen       | Romania     | 178,02 | 60,12 | 117,90 |
| 15                                  | Peter Liebers        | Germania    | 176,75 | 61,08 | 115,67 |
| 16                                  | Paolo Bacchini       | Italia      | 169,40 | 55,77 | 114,34 |
| 17                                  | Paul Fentz           | Germania    | 169,40 | 51,74 | 117,66 |
| 18                                  | Viktor Pfeifer       | Austria     | 168,92 | 53,58 | 115,34 |
| 19                                  | Maciej Cieplucha     | Polonia     | 166,86 | 54,17 | 112,69 |
| 20                                  | Justus Strid         | Danimarca   | 156,33 | 54,71 | 101,62 |
| 21                                  | Dmytro Ihnatenko     | Ucraina     | 154,88 | 51,61 | 103,27 |
| 22                                  | Oleksij Byčenko      | Israele     | 141,19 | 54,69 | 86,50  |
| 23                                  | Viktor Romanenkov    | Estonia     | 135,09 | 52,24 | 82,85  |
| Rit.                                | Kevin van der Perren | Belgio      |        | 71,05 |        |
| Eliminati dopo il programma corto   |                      |             |        |       |        |
| 25                                  | Jason Thompson       | Regno Unito | 51,42  | 51,42 |        |
| 26                                  | Pavel Kaška          | Rep. Ceca   | 51,34  | 51,34 |        |
| 27                                  | Vital' Lučanov       | Bielorussia | 48,32  | 48,32 |        |
| 28                                  | Slavik Hayrapetyan   | Armenia     | 45,75  | 45,75 |        |
| 29                                  | Ali Demirboğa        | Armenia     | 45,54  | 45,54 |        |
| Eliminati dopo il turno preliminare |                      |             |        |       |        |
| 30                                  | Laurent Alvarez      | Svizzera    |        |       |        |
| 31                                  | Márton Markó         | Ungheria    |        |       |        |
| 32                                  | Manol Atanasov       | Bulgaria    |        |       |        |
| Rit.                                | Ari-Pekka Nurmenkari | Finlandia   |        |       |        |

### Singolo femminile
| Pos.                                | Nome                   | Nazione     | Totale | PC    | PL     |
| ----------------------------------- | ---------------------- | ----------- | ------ | ----- | ------ |
| Oro                                 | Carolina Kostner       | Italia      | 183,55 | 63,22 | 120,33 |
| Argento                             | Kiira Korpi            | Finlandia   | 166,94 | 61,80 | 105,14 |
| Bronzo                              | Elene Gedevanishvili   | Georgia     | 165,93 | 57,14 | 108,79 |
| 4                                   | Polina Korobejnikova   | Russia      | 164,13 | 49,41 | 114,72 |
| 5                                   | Viktoria Helgesson     | Svezia      | 160,82 | 55,68 | 105,14 |
| 6                                   | Ksenija Makarova       | Russia      | 159,59 | 57,55 | 102,04 |
| 7                                   | Alëna Leonova          | Russia      | 158,78 | 54,50 | 104,28 |
| 8                                   | Valentina Marchei      | Italia      | 146,84 | 53,52 | 93,32  |
| 9                                   | Yrétha Silété          | Francia     | 145,50 | 52,75 | 92,75  |
| 10                                  | Joshi Helgesson        | Svezia      | 145,11 | 52,32 | 92,79  |
| 11                                  | Jelena Glebova         | Estonia     | 141,92 | 52,32 | 89,60  |
| 12                                  | Natalija Popova        | Ucraina     | 138,60 | 43,75 | 94,85  |
| 13                                  | Maé Bérénice Méité     | Francia     | 137,33 | 49,86 | 87,47  |
| 14                                  | Monika Simančíková     | Slovacchia  | 136,79 | 46,39 | 90,40  |
| 15                                  | Sonia Lafuente         | Spagna      | 133,64 | 47,34 | 86,30  |
| 16                                  | Alina Fjodorova        | Lettonia    | 133,48 | 44,37 | 89,11  |
| 17                                  | Juulia Turkkila        | Finlandia   | 130,33 | 45,65 | 84,68  |
| 18                                  | Jenna McCorkell        | Regno Unito | 125,41 | 45,32 | 80,09  |
| 19                                  | Isabelle Pieman        | Belgio      | 122,13 | 44,39 | 77,74  |
| 20                                  | Romy Bühler            | Svizzera    | 121,25 | 38,14 | 83,11  |
| 21                                  | Myriam Leuenberger     | Svizzera    | 117,73 | 41,77 | 75,96  |
| 22                                  | Nathalie Weinzierl     | Germania    | 115,89 | 42,56 | 73,33  |
| 23                                  | Francesca Rio          | Italia      | 108,66 | 40,02 | 68,64  |
| 24                                  | Karina Sinding Johnson | Danimarca   | 92,12  | 38,23 | 53,89  |
| Eliminate dopo il programma corto   |                        |             |        |       |        |
| 25                                  | Fleur Maxwell          | Lussemburgo | 37,06  | 37,06 |        |
| 26                                  | Kaat Van Daele         | Belgio      | 35,11  | 35,11 |        |
| 27                                  | Chelsea Rose Chiappa   | Ungheria    | 34,46  | 34,46 |        |
| 28                                  | Clara Peters           | Irlanda     | 30,88  | 30,88 |        |
| Eliminate dopo il turno preliminare |                        |             |        |       |        |
| 29                                  | Birce Atabey           | Turchia     |        |       |        |
| 30                                  | Kerstin Frank          | Austria     |        |       |        |
| 31                                  | Rimgailė Meškaitė      | Lituania    |        |       |        |
| 32                                  | Manouk Gijsman         | Paesi Bassi |        |       |        |
| 33                                  | Patricia Gleščič       | Slovenia    |        |       |        |
| 34                                  | Camilla Gjersem        | Norvegia    |        |       |        |
| 35                                  | Ksenija Bakuševa       | Bielorussia |        |       |        |
| 36                                  | Eliška Březinová       | Rep. Ceca   |        |       |        |
| 37                                  | Daniela Stoeva         | Bulgaria    |        |       |        |
| 38.                                 | Georgia Glastris       | Paesi Bassi |        |       |        |
| 39                                  | Sabina Măriuţă         | Romania     |        |       |        |
| 40                                  | Marina Seeh            | Serbia      |        |       |        |
| 41                                  | Mirna Librić           | Croazia     |        |       |        |

### Coppie
| Pos.                              | Nome                                    | Nazione     | Totale | PC    | PL     |
| --------------------------------- | --------------------------------------- | ----------- | ------ | ----- | ------ |
| Oro                               | Tat'jana Volosožar Maksim Tran'kov      | Russia      | 210,45 | 72,80 | 137,65 |
| Argento                           | Vera Bazarova Jurij Larionov            | Russia      | 193,79 | 66,89 | 126,90 |
| Bronzo                            | Ksenija Stolbova Fëdor Klimov           | Russia      | 171,81 | 58,66 | 113,15 |
| 4                                 | Stefania Berton Ondřej Hotárek          | Italia      | 158,99 | 54,38 | 104,61 |
| 5                                 | Mari Vartmann Aaron Van Cleave          | Germania    | 154,99 | 52,00 | 102,99 |
| 6                                 | Vanessa James Morgan Ciprès             | Francia     | 151,93 | 51,81 | 100,12 |
| 7                                 | Maylin Hausch Daniel Wende              | Germania    | 148,82 | 54,03 | 94,79  |
| 8                                 | Daria Popova Bruno Massot               | Francia     | 139,98 | 53,91 | 86,07  |
| 9                                 | Stacey Kemp David King                  | Regno Unito | 138,39 | 45,75 | 92,64  |
| 10                                | Ljubov' Bakirova Mikalaj Kamjančuk      | Bielorussia | 122,25 | 39,06 | 83,19  |
| 11                                | Danielle Montalbano Evgeni Krasnopolski | Israele     | 120,32 | 41,69 | 78,63  |
| 12                                | Carolina Gillespie Luca Dematté         | Italia      | 120,11 | 42,75 | 77,36  |
| 13                                | Alexandra Herbríková Rudy Halmaert      | Rep. Ceca   | 115,87 | 42,99 | 72,88  |
| 14                                | Anaïs Morand Timothy Leemann            | Svizzera    | 114,20 | 41,48 | 72,72  |
| 15                                | Stina Martini Severin Kiefer            | Austria     | 112,10 | 38,05 | 74,05  |
| 16                                | Sally Hoolin James Hunt                 | Regno Unito | 94,08  | 33,41 | 60,67  |
| Eliminati dopo il programma corto |                                         |             |        |       |        |
| 17                                | Elizabeta Makarova Leri Kenčadze        | Bulgaria    | 32,80  | 32,80 |        |
| 18                                | Maryja Paljakova Michail Famičev        | Bielorussia | 28,33  | 28,33 |        |
| Rit.                              | Aliona Savchenko Robin Szolkowy         | Germania    |        |       |        |

### Danza su ghiaccio
| Pos.                                | Nome                                   | Nazione     | Totale | PC    | PL    |
| ----------------------------------- | -------------------------------------- | ----------- | ------ | ----- | ----- |
| Oro                                 | Nathalie Péchalat Fabian Bourzat       | Francia     | 164,18 | 64,89 | 99,29 |
| Argento                             | Ekaterina Bobrova Dmitrij Solov'ëv     | Russia      | 160,23 | 65,06 | 95,17 |
| Bronzo                              | Elena Il'inych Nikita Kacalapov        | Russia      | 153,12 | 59,49 | 93,63 |
| 4                                   | Anna Cappellini Luca Lanotte           | Italia      | 153,09 | 59,62 | 93,47 |
| 5                                   | Ekaterina Rjazanova Il'ja Tkačenko     | Russia      | 152,22 | 61,34 | 90,88 |
| 6                                   | Penny Coomes Nicholas Buckland         | Regno Unito | 145,31 | 59,78 | 85,53 |
| 7                                   | Pernelle Carron Lloyd Jones            | Francia     | 142,27 | 57,40 | 84,87 |
| 8                                   | Nelli Žiganšina Alexander Gazsi        | Germania    | 140,84 | 56,79 | 84,05 |
| 9                                   | Isabella Tobias Deividas Stagniūnas    | Lituania    | 139,53 | 59,66 | 79,87 |
| 10                                  | Julija Zlobina Aleksej Sitnikov        | Azerbaigian | 133,04 | 49,66 | 83,38 |
| 11                                  | Charlène Guignard Marco Fabbri         | Italia      | 129,46 | 52,45 | 77,01 |
| 12                                  | Tanja Kolbe Stefano Caruso             | Germania    | 123,89 | 49,07 | 74,82 |
| 13                                  | Louise Walden Owen Edwards             | Regno Unito | 122,59 | 48,36 | 74,23 |
| 14                                  | Irina Štork Taavi Rand                 | Estonia     | 121,09 | 44,97 | 76,12 |
| 15                                  | Siobhan Heekin-Canedy Dmytro Dun'      | Ucraina     | 119,95 | 46,71 | 73,24 |
| 16                                  | Sara Hurtado Adrià Díaz                | Spagna      | 117,26 | 49,35 | 67,91 |
| 17                                  | Zsuzsanna Nagy Máté Fejes              | Ungheria    | 114,40 | 44,99 | 69,41 |
| 18                                  | Gabriela Kubová Dmitrij Kiselëv        | Rep. Ceca   | 113,51 | 45,88 | 67,63 |
| 19                                  | Lucie Myslivečková Neil Brown          | Rep. Ceca   | 111,46 | 47,47 | 63,99 |
| 20                                  | Nadežda Frolenkova Mychajlo Kasalo     | Ucraina     | 104,74 | 42,60 | 62,14 |
| Eliminati dopo il turno preliminare |                                        |             |        |       |       |
| 21                                  | Tiffany Zahorski Alexis Maart          | Francia     |        |       |       |
| 22                                  | Ramona Elsener Florian Roost           | Svizzera    |        |       |       |
| 23                                  | Dóra Turóczi Balázs Major              | Ungheria    |        |       |       |
| 24                                  | Barbora Silná Juri Kurakin             | Austria     |        |       |       |
| 25                                  | Henna Lindholm Ossi Kanervo            | Finlandia   |        |       |       |
| 26                                  | Alisa Ahafonova Alper Uçar             | Turchia     |        |       |       |
| 27                                  | Alexandra Zvorygina Maciej Bernadowski | Polonia     |        |       |       |
| 28                                  | Lesja Valadzenkava Vital' Vakunov      | Bielorussia |        |       |       |
| 29                                  | Ekaterina Bugrov Vasilij Rogov         | Israele     |        |       |       |
| 30                                  | Ksenija Pečerkina Aleksandrs Jakushin  | Lettonia    |        |       |       |
| 31                                  | Aleksandra Čistjakova Dimităr Ličev    | Bulgaria    |        |       |       |